# نتلغ
نتلوغ (بالإنجليزية: Netlog)‏ وكان يُعرف سابقًا باسمِ فايس بوكس (بالإنجليزية: Facebox)‏ أو بينغ بوكس (بالإنجليزية: Bingbox)‏ كانت خدمة شبكات اجتماعية بلجيكية تستهدفُ فئة الشباب. كان يُمكن للمستخدمين عبر شبكة نتلوغ إنشاء صفحات ويب خاصة بهم والبحث عن أشخاص جدد على الشبكة كما كان يُمكنهم الدردشة فيما بينهم ولعب بعض الألعاب على الإنترنت فضلًا عن مشاركة مقاطع الفيديو والمقالات من المدونات.
بدأ الموقع عام 1999 تحت اسم آي إس إل دوت تو (بالإنجليزية: ASL.TO)‏ في غنت بدولة بلجيكا عن طريق لورينز بوغيارت وتون كوبنز. غُيّر اسم الموقع عام 2002 إلى ريد بوكس كما أُعيدت هيكلته نوعًا ما حيثُ صار يُركّز ويستهدفُ الشباب البلجيكي ثمّ أصبحَ بحلول عام 2005 متوفرًا في دول أخرى داخل وخارج أوروبا. غُيّر اسم الموقع من جديدٍ بعد حوالي عام حيث سُمّي هذه المرة باسمِ نتلوغ. كان لدى الموقع بحلول عام 2007 حوالي 28 مليون عضو واستمرَّ في النمو لسنوات بعد ذلك. وصل الموقع في وقتٍ ما إلى أكثر من 94 مليون مستخدم مُسجَّل عبر أكثر من 20 لغة.
أعلنَ نتلوغ في كانون الثاني/يناير 2011 أن الموقع سيُصبح جزءًا من ماسيف ميديا (بالإنجليزية: Massive Media)‏، وهي مجموعةٌ إعلاميةٌ عالميةٌ تُركّز بشكل أساسي على وسائل التواصل الاجتماعي حيث تمتلكُ خدمة توو دوت كوم (بالإنجليزية: Twoo.com)‏، وهي خدمة اجتماعية مجانية أُطلقت عام 2011 كما تمتلكُ المجموعة الإعلاميّة تطبيق ستيب آوت (بالإنجليزية: Stepout)‏ وهو تطبيقٌ لمقابلة أشخاص جدد في الجوار (أُعيد إطلاقه في أواخر عام 2013). توقَّف موقع نتلوغ بعد الاستحواذ عليه من قِبل ماسيف ميديا حيث أظهر موقعه اعتبارًا من عام 2015 رسالةً يُخبر فيها الزوار بأنَّ الخدمة قد اندمجت بشكلٍ كليّ مع خدمة توو، قبل أن يتوقَّف الموقع بالكامل منذُ أيلول/سبتمبر 2018.

## الخصائص
يُمكن للمستخدمين بعد الانضمام للموقع دعوة باقي أصدقائهم عن طريق البريد الإلكتروني أو فيسبوك للانضمامِ إلى الشبكة. اشتكى بعض المستخدمين عام 2011 من حقيقة أن هذه العملية لم تكن واضحة بما يكفي، فاضطرَّ نتلوغ في غضونِ ذلك إلى تغيير بعضٍ من سياساته وجعلها أكثر وضوحًا وهو ما ساهمَ في انخفاضِ عدد الشكاوى من المستخدمين والزوار.
كان لدى نتلوغ خوارزميّات تضمنُ توجيه وتوزيع المحتوى حسب المكان الجغرافيّ للمستخدم، كما اعتمدَ على خوارزميات أخرى تُساعده في نوعيّة المحتوى الذي يستهدفُ به المستخدم حسب ملف التعريف الخاصة به. مكّنت هذه الخوارزميات وأخرى أعضاء الشبكة من إجراء عمليات بحث متخصّصة ومن تسهيل الوصول للمبحوثِ عنه، كما سهَّل الموقع عثور المستخدمين على بعضهم البعض عبر ملفات تعريف الأعضاء وبشكلٍ أدق عبر الفئات العمرية والمنطقة.
أرسلت شبكة نتلوغ في تموز/يوليو 2018 رسالة على البُرد الإلكترونيّة لإبلاغِ مستخدميها المسجّلين قبل كانون الأول/ديسمبر 2012 بحدوثِ خرقٍ أمنيّ لقاعدة بيانات الموقع في تلك الفترة.